# Мурзаев, Эдуард Макарович
Эдуа́рд Мака́рович Мурза́ев (19 мая [1 июня] 1908, Симферополь — 1 августа 1998, Москва) — учёный-географ, топонимист и историк географии. Доктор географических наук (1949), профессор (1956), Заслуженный деятель науки РСФСР (1970).

## Биография
Родился 1 июня 1908 года в городе Симферополе, став четвёртым ребёнком в семье Мурзаевых (всего детей было пятеро — четыре брата и сестра).
После окончания одной из симферопольских школ поступил в Крымский пединститут на физическое отделение, а через год перевёлся в Ленинградский университет на географический факультет.
В 1930 году — окончил географический факультет ЛГУ
Редактор и комментатор трудов русских географов и путешественников Л. С. Берга (1876—1950), Н. М. Пржевальского (1839—1888), П. К. Козлова (1863—1935).
Умер 1 августа 1998 года. Похоронен в Москве на Донском кладбище.

## Семья
- Жена — Валентина Григорьевна Сазанова (1909—1985),
  - Дочь — Виктория Эдуардовна Мурзаева (1934—2021),
  - Дочь — Валерия Эдуардовна Успенская (1939—1976), микробиолог.

## Награды и премии
- орден Трудового Красного Знамени (1971)
- орден «Знак Почёта»
- орден «Полярная звезда» (Монголия)
- ордена и медали КНР, ДРВ.
- Золотая медаль имени Н. М. Пржевальского Географического общества СССР (1947).
- Сталинская премия третьей степени (1951) — за научно-популярный труд «Монгольская народная республика» (1948)
- медаль имени Александра Гумбольдта Германской академии наук (АН ГДР) (1959).
- премия имени В. А. Обручева (1963).
- Большая золотая медаль Географического общества СССР (1985).

## Членство в организациях
- 1961 — Действительный член Германской академии наук «Леопольдина»
- 1961 — почётный профессор Монгольской Народной Республики.

## Память
- В 2020 году в Институте географии РАН в Москве была установлена мемориальная доска, посвящённая известному отечественному географу и топонимисту, одному из руководителей Московского отделения РГО Эдуарду Мурзаеву[2].